# Кэтт, Керри Чапмен
Керри Чапмен Кэтт (англ. Carrie Chapman Catt, 9 января 1859 — 9 марта 1947) — американская суфражистка, лидер суфражистского движения, сыграла большую роль в борьбе за принятие девятнадцатой поправки к Конституции США, дающей женщинам право голоса. Была одной из самых известных женщин в первой половине XX века в США.

## Биография
Керри родилась в 1859 году в штате Висконсин. Будучи ребёнком она начала интересоваться наукой и хотела стать доктором. Окончив школу, она поступила в Сельскохозяйственный колледж Айовы (сейчас Университет науки и техники штата Айова). Изначально отец Кэтт был против её поступления в колледж, но позже смягчился и покрыл часть расходов на обучение. Чтобы обеспечить себя Керри приходилась работать посудомойкой, библиотекарем, а также учительницей в сельских школах.
Во время обучения Керри присоединилась к местному литературному обществу — студенческой организации, целью которой было развить у студентов навыки, необходимые в учёбе и повысить их уверенность в себе. На собраниях этого общества разговаривать было позволено только мужчинам. Кэтт нарушила правила и начала принимать участие в дебатах. С этого началось обсуждение и пересмотр роли женщин в проводимых организацией мероприятиях, что в конечном итоге привело к отмене запрета на участие в беседах женщин. Помимо этого Керри входила в сестринство Pi Beta Phi, начала дискуссионный клуб только для женщин, а также выступала за участие студенток в военных тренировках.
После трёх лет обучения Кэтт получила диплом бакалавра наук. Она была единственной женщиной со всего курса. После окончания обучения Керри работала в суде, затем учительницей, а потому директором школы в штате Айова.
В феврале 1885 года Керри вышла замуж за редактора местной газеты, Лео Чапмена, но он умер на следующий год. Примерно в то же время она стала активной участницей суфражистского движения. В 1890 году она вновь вышла замуж за Джорджа Кэтта, состоятельного инженера. Он поддерживал жену в её борьбе за женские права. Благодаря этому браку она смогла каждый год проводить широкие кампании в поддержку избирательного права для женщин.

## Роль в суфражистском движении

### Американская суфражистская ассоциация
В 1887 году Кэтт вернулась в свой родной город и стала участницей суфражистского движения. С 1890 по 1892 она работала секретарём в правительстве штата. В это же время она стала работать в американской национальной суфражистской ассоциации, и даже выступала от имени ассоциации на конвенции в Вашингтоне в 1890 году. В 1892 она по просьбе Сьюзен Энтони обратилась к Конгрессу с посланием о необходимости ввести поправку к конституции, дающую женщинам право голоса.

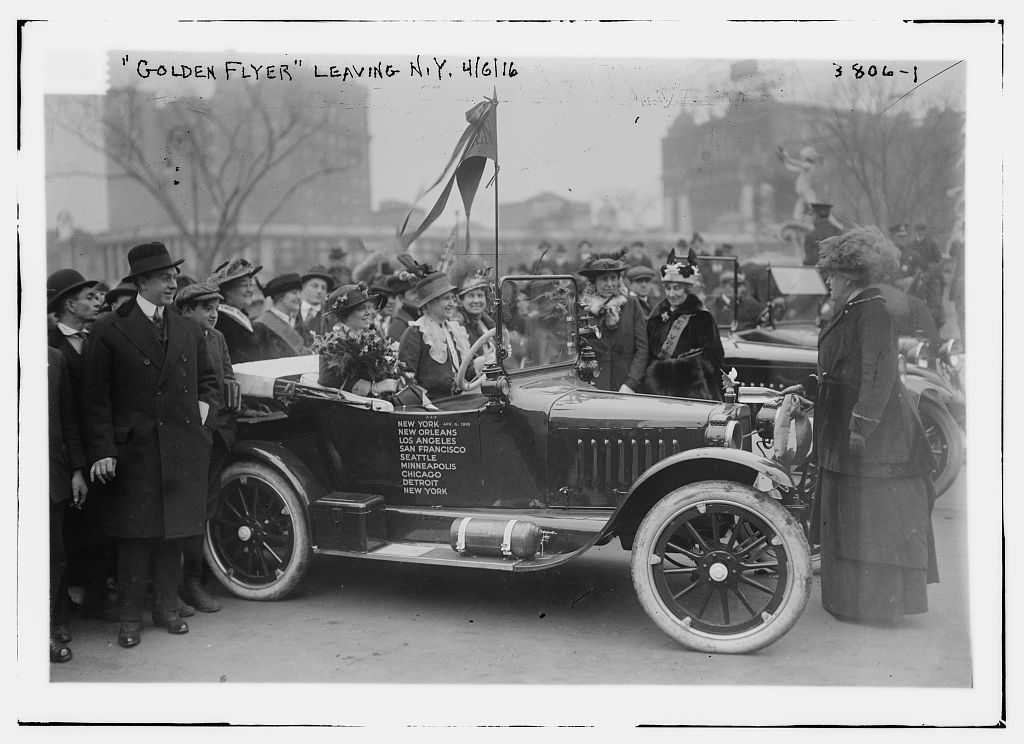
6 апреля 1916 года, Керри Кэтт перед суфражистками, готовыми отправиться в поездку по США с компанией в поддержку прав женщин

Кэтт дважды избирали на пост президента суфражистской ассоциации: её первый срок был с 1900 по 1904, второй с 1915 по 1920. Она ушла после первого срока, чтобы позаботиться о своём больном муже. Однако вернулась в 1915 году; к этому времени ассоциация сильно разделилась под руководством Анны Говард Шоу. Во время своего второго президентского срока Керри удалось расширить ассоциацию и собрать хороший бюджет. На конвенции в 1916 году в Атлантик-Сити она представила свой «План победы». Она хотела привлечь сенаторов и представителей разных штатов к поддержки женского избирательного права. Её целью было продвижение избирательного права не только на государственном, но и на региональных уровнях. Также она рассчитывала найти компромисс с теми штатами, которые были резко против права голоса для женщин. Под руководством Кэтт ассоциации удалось заручиться поддержкой Белого дома и Сената. К 1917 году некоторые западные штаты уже предоставили женщинам право голоса. Кэтт решила сосредоточиться на каждом штате отдельно и провела успешную компанию в штате Нью-Йорк, благодаря которой был принят закон, предоставляющий его жительницам избирательное право. В том же году президент и конгресс приняли решение о вступлении США в первую мировую войну. Кэтт открыто поддержала правительство, рассчитывая, что это будет полезным для суфражистского движения, которое станет восприниматься патриотичным. Однако среди суфражисток её решение было принято неоднозначно. На следующий год президент поддержал суфражистское движение. И, наконец, а августе 1920 года, после упорного лоббирования Кэтт и суфражистской ассоциацией избирательного права для женщин, была приняла 19 поправка к конституции.

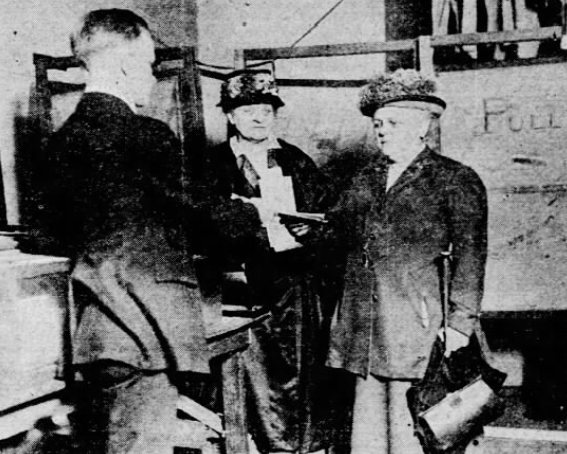
Керри Кэтт и Мери Хей получают бюллетени, чтобы впервые проголосовать на президентских выборах в 1920 году.

Во время своих агитационных компаний, в зависимости от штата, Кэтт иногда обращалась к предрассудкам того времени. Например в Южной Каролине в 1919 она пользовалась расистскими настроениями, утверждая, что получение женщинами права голоса «укрепить позиции белых американцев, не ослабит». Суфражистская ассоциация была самой большой организацией, борющейся за право голоса для женщин в Америке. С 1880 по 1920 год Кэтт провела десятки компаний, организовала работы огромного числа волонтёров (1 миллион к 1920 году), и произнесла сотни речей. После принятия 19 поправки Керри покинула пост президента ассоциации. Однако она продолжила работу по продвижению прав женщин. После смерти мужа она вступила в интернациональны альянс женщин (суфражистская организация), а также основала Лигу избирательниц (1920 год), целью которой было помогать женщинам пользоваться приобретённым избирательным правом.

### Интернациональное суфражистское движение
Кэтт была также лидером интернационального суфражистского движения. В 1902 она помогла основать Интернациональный суфражистский альянс (сейчас Интернациональный альянс женщин) к котором после присоединились организации из 35 стран. С 1904 по 1923 Керри являлась президентом альянса. На протяжении 8 лет она занималась продвижением женских прав по всему миру. А после ухода с поста президента американской суфражистской ассоциации, она сконцентрировалась на помощи женщинам добиваться права голоса по всему миру. Альянс существует по сей день.

## Деятельность во время мировых войн

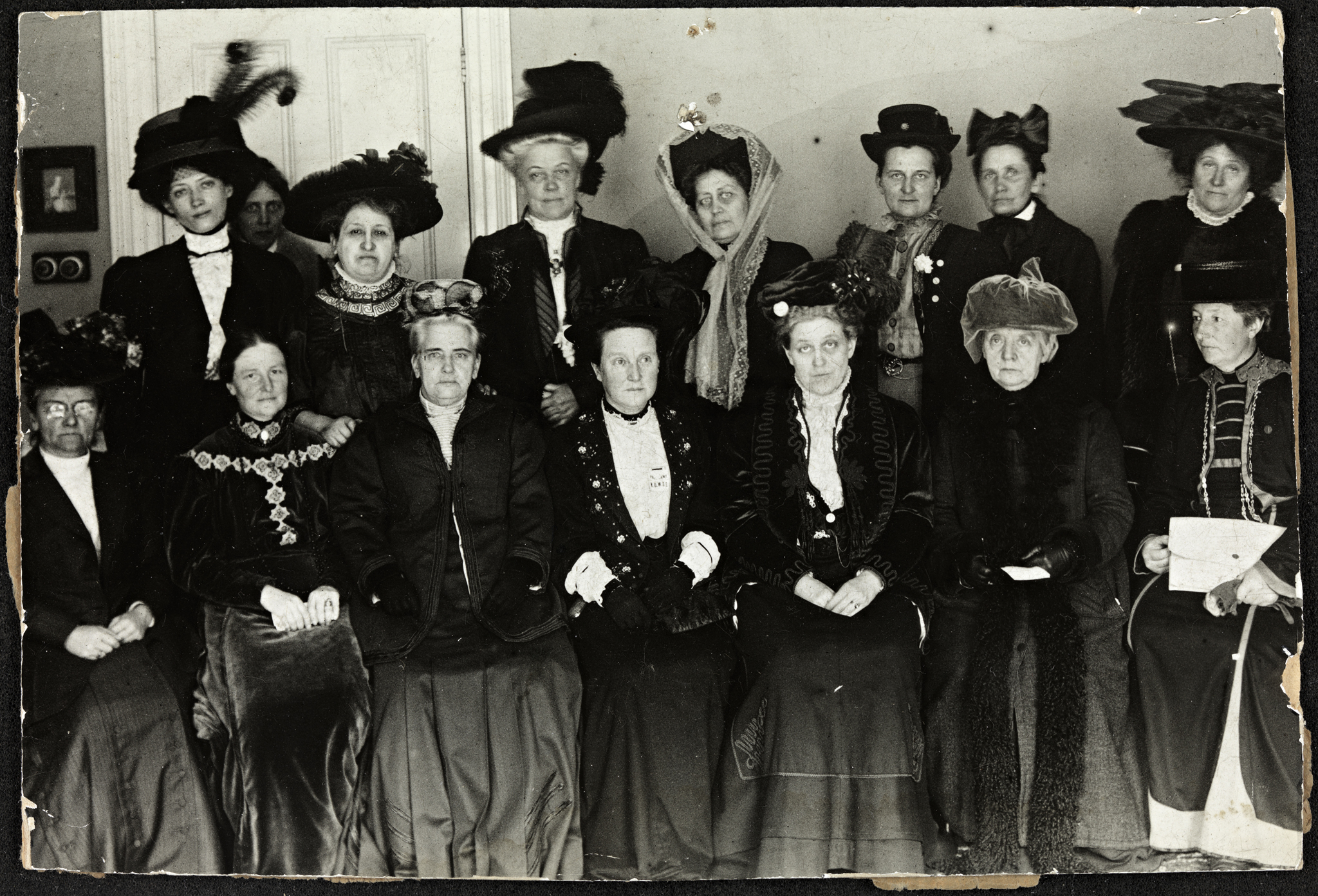
Конгресс Альянса за избирательное право под председательством Фосетт, Лондон, 1909 год. Верхний ряд слева: Даугор, Тора (Дания), Квам, Луиза (Норвегия), Алетта Якобс (Нидерланды), Энни Фурухьельм (Финляндия), Мадам Мирович (Россия), Кейт Ширмахер (Германия), Хонеггер, Клара (Швейцария), не идентифицирована. Нижний ряд слева: не идентифицирована, Анна Бугге (Швеция), Шоу, Анна Говард (США), Миллисент Фосетт (Председатель, Англия), Керри Чапмен Кэтт (США), Квам, Фредрикка Мари (Norway), Анита Аугспург (Германия).

В 1920-х и 1930-х Кэтт занималась антивоенной деятельность. Ещё в самом начале Первой мировой её и Джейн Аддамс приглашали возглавить организацию, выступающую за мир. Керри отказалась от приглашения. Она считала, что это повредить её интернациональной работе по продвижению прав женщин, поскольку её вступление в движение за мир означало бы, что она встала на сторону одной из стран в международном конфликте. Однако было принято решение, что американская суфражистская ассоциация будет помогать красному кресту, а также помогать женщинам перенять работу мужчин, которые отправились на войну. Однако её внимание было полностью сосредоточенно на суфражизме вплоть до принятия 19 поправки в 1920.
После принятия поправки Кэтт стала помогать движению за мир. Так как она не хотела присоединяться ни к одной из уже существовавших организаций, занимающихся этой проблемой, она с группой единомышленниц основали Национальный комитет по причинам и окончанию войн (the National Committee on the Cause and Cure of War). Однако позже, во время Второй мировой войны, Кэтт покинула комитет, признав, что организация получилась не такой, какой она её планировала создать: в неё входили не все женщины, а только белые женщины из среднего класса, к тому же деятельность организации была направлена не на укрепление возможностей её участниц, а только на просвещение людей на тему международных проблем.
В 1933 году, в ответ на возрастающую власть Гитлера, Кэтт организовала Комитет по протесту женщине нееврейского происхождения против преследования евреев в Германии (he Protest Committee of Non-Jewish Women Against the Persecution of Jews in Germany). Группа составила петицию против преследование евреев, которую подписали 9 000 американских женщин нееврейского происхождения. В документе осуждалось насилие над евреями в Германии. Кэтт также оказала давление на правительство, чтобы облегчить иммиграционное законодательство, в результате чего евреям стало легче добиться политического убежища в Америке. Керри стала первой женщиной, награждённой американской еврейской медалью (American Hebrew Medal).

## Смерть и признание

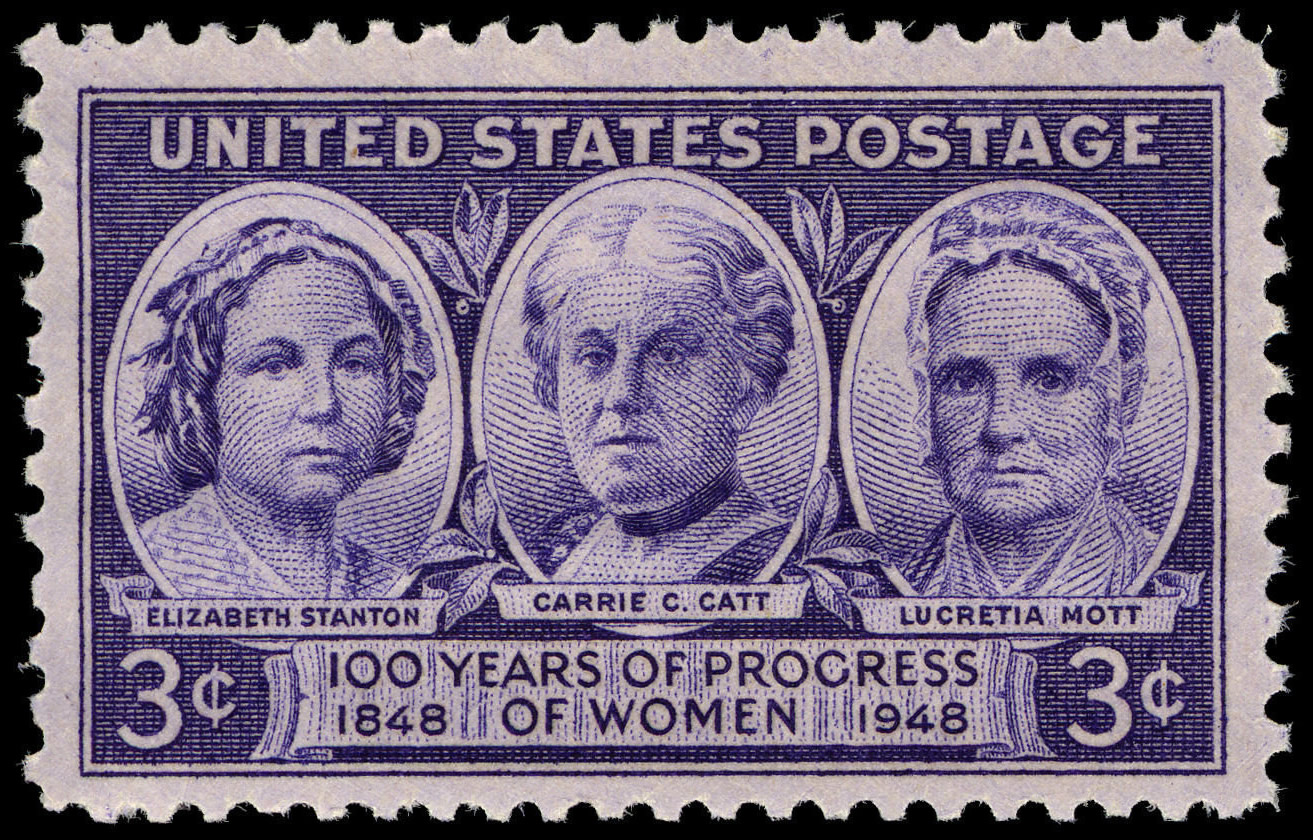
Почтовая марка США (Керри Кэтт посередине)

Кэтт умерла от сердечного приступа в 1947 году. Её работа получила признание как во время, так и после её смерти. В 1926 году она была помещена на обложку журнала Time, в 1930 она получила премию за свою деятельность, направленную на всемирное разоружение, а в 1941 она была награждена Белым домом. В 1975 она стала первой женщиной, в только что основанном зале женской славы штата Айова. В 1992 году Кэтт была названа одной из десяти самых важных женщин века.
В художественном фильме об американском суфражизме «Ангелы с железными зубами» (2004 год) роль Керри Кэтт сыграла Анжелика Хьюстон.
В честь Кэтт также открыто несколько памятников и зданий в штате Айова, в котором она жила и вела свою деятельность.